# 니시테쓰카시이역
니시테쓰카시이역(일본어: 西鉄香椎駅)은 일본 후쿠오카현 후쿠오카시 히가시구 가시이에키마에 2초메에 소재하는 서일본 철도 가이즈카 선의 역이다. 본 노선의 유일한 관리역으로 마쓰모토 세이초 원작 소설의 "점과 선"에 등장하면서도 알려졌다.
차내 방송에서는 "니시테츠카시이, 가시이"이라고 안내된다.

## 역사
- 1924년 5월 23일: 신카시이 역으로 영업 개시.
- 1950년 5월 15일: 니시테쓰카시이 역으로 역명 변경.
- 2006년 5월 14일: 가시이 부도심 토지 구획 정리 사업에 의하여 고가역으로 전환됨.
- 2017년 2월 1일: 역 번호 도입.

## 역 구조
섬식 승강장 1면 2선에서 3량 대응의 승강장을 가진 고가역이다. 장래 6량화에 대비하고 승강장의 연장이 쉬운 구조로 되어 있다.
2006년 5월 13일까지는 고가화 공사 중이어서 임시역에서 영업하고 있었지만, 2006년 5월 14일 고가화 공사가 완성됨과 동시에 고가역의 구조가 되었다.
자동 개찰기, 엘리베이터, 에스컬레이터가 설치되어 있다. 1층에는 정기권 판매소도 있다.

### 승강장
| 1 | ■ 가이즈카 선 | 니시테쓰신구 방면 |
| 2 | ■ 가이즈카 선 | 가이즈카 방면     |

## 이용 현황
2015년도의 1일 평균 승하차 인원은 3,526명이다. 근처에 JR 가시역(하루 1만 1천명이 이용)이 있는 쾌속 및 특급의 일부 열차도 정차하기 때문에 JR 가시 역 쪽으로 이용객은 치우쳐져 있다(JR 큐슈의 역에서 항상 10위 이내이다). 또한, 니시테쓰치하야 역이 개업한 현재에도 이 역에서 JR과의 환승객은 많지 않다.
각 연도의 1일 평균 승하차 인원은 아래 표에 명시되어 있다.
| 연도   | 1일 평균 승차 인원 | 1일 평균 하차 인원 |
| ------ | ------------------ | ------------------ |
| 1996년 | 3,625              | 7,803              |
| 1997년 | 3,356              | 7,189              |
| 1998년 | 3,110              | 6,682              |
| 1999년 | 3,044              | 6,189              |
| 2000년 | 2,874              | 5,879              |
| 2001년 | 2,734              | 5,512              |
| 2002년 | 2,644              | 5,296              |
| 2003년 | 2,380              | 4,760              |
| 2004년 | 2,101              | 4,203              |
| 2005년 | 1,989              | 3,978              |
| 2006년 | 1,874              | 3,745              |
| 2007년 | 1,680              | 3,365              |
| 2008년 | 1,603              | 3,205              |
| 2009년 | 1,540              | 3,079              |
| 2010년 | 1,592              | 3,185              |
| 2011년 | 1,623              | 3,250              |
| 2012년 | 1,589              | 3,176              |
| 2013년 |                    | 3,271              |
| 2014년 |                    | 3,371              |
| 2015년 |                    | 3,526              |

## 역 주변
역 주변은 가시이 부도심 토지 구획 정리 사업에 따라 대규모 재개발이 진행되고 있다.
- JR 큐슈 가시역 - 가고시마 본선・가시 선
- 후쿠오카 여자 대학
- 규슈 산업 대학
- 후쿠오카 현립 가스미가오카 고등학교
- 후쿠오카 현립 가시 고등학교
- 후쿠오카 현립 가시 공업 고등학교
- 규슈 산업 대학 부속 규슈 고등학교
- 후쿠오카 시립 가시 초등학교
- 국도 제3호선

## 사진

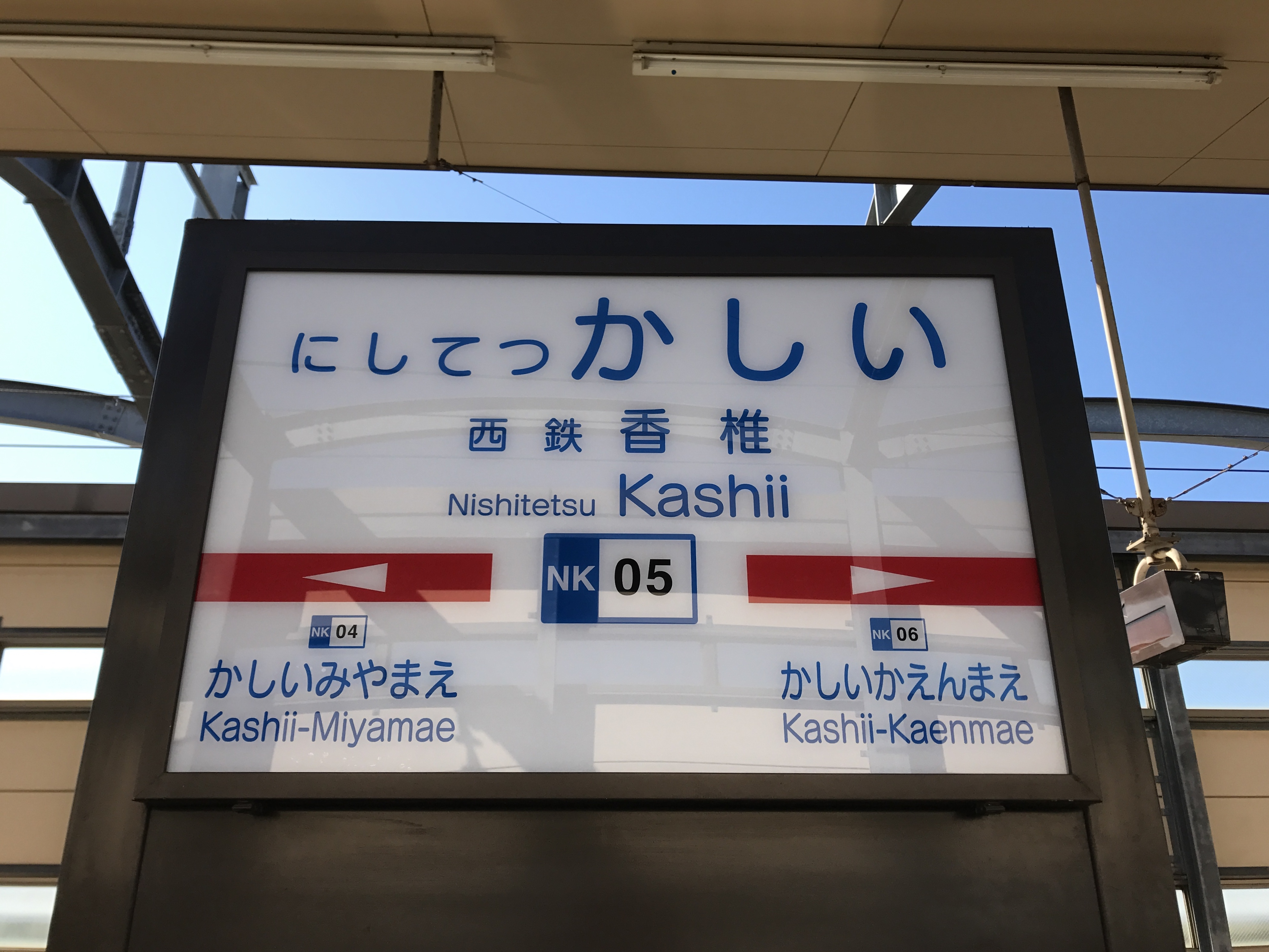
역명판
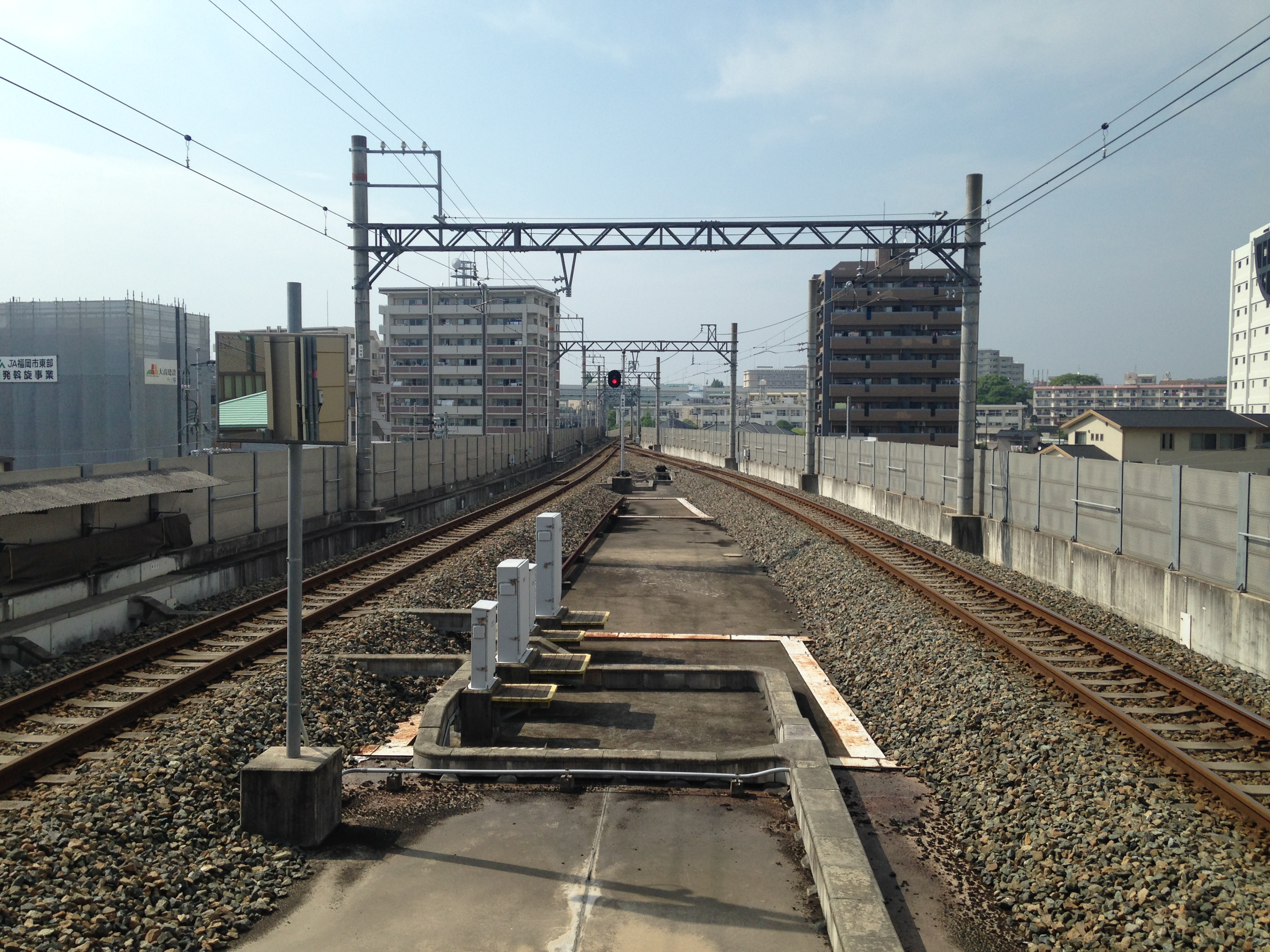
역의 북쪽
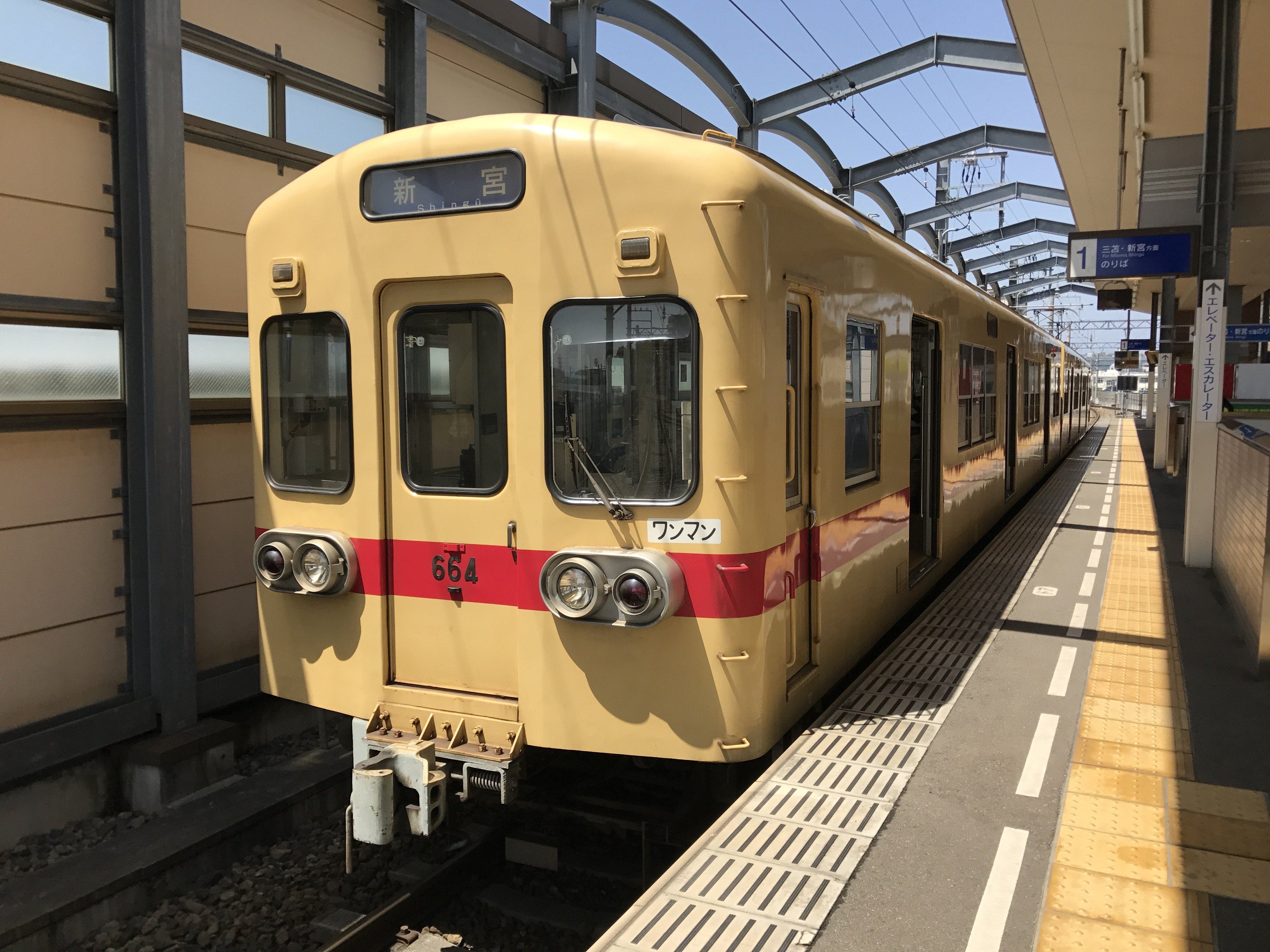
정차 중인 니시테쓰신구 행 열차

## 인접역
| 서일본 철도 ■ 가이즈카 선         | 서일본 철도 ■ 가이즈카 선 | 서일본 철도 ■ 가이즈카 선             |
| --------------------------------- | ------------------------- | ------------------------------------- |
| NK04 가시이미야마에 가이즈카 방면 |                           | 가시이카엔마에 NK06 니시테쓰신구 방면 |